# Ламберт Сполетски
Ламберт Сполетски (Lambert II) е син на херцог Гуидо Сполетски. През 889 г. той става крал Гуидо II на Италия, а през 891 е коронован от папа Стефан VI за император.
През февруари 892 г. баща му спомага за това папа Формоза да посочи Ламберт за съимператор. Гуидо умира две години по-късно, а Ламберт наследява короната, но я губи през 896 г. от Арнулф Каринтийски, който е повикан от Формоза към Италия, заради опасения, че Гвидоните са станали прекалено властни. След оттеглянето на Арнулф и смъртта на Формоза Ламберт се завръща като император 897 г. Помазването на Арнулф за владетел е отхвърлено от папа Йоан IX.